# ダム技術センター
一般財団法人ダム技術センター（ダムぎじゅつセンター、Japan Dam Engineering Center）は、ダム事業の円滑化つ効率的な施行を実施する法人。元国土交通省河川局所管。

## 概要
- 所在：東京都台東区池之端2-9-7
- 理事長：泊　宏

## 事業
国土交通省所管の都道府県営ダムおよび国土交通省直轄ダムの技術支援、ダム事業計画の検討評価、ダムの解析検討、ダム本体の施工実績分析、管理ダムの総合評価（施設、機能）、道府県庁ダム技術者の技術指導・育成・支援、ダム建設に関する技術開発、ダム事業の普及啓発活動（定期刊行物、広報活動等）を行っている。

## 組織
- 総務部
- 企画部
- 技術第一部
- 技術第二部
- 技術第三部
- 首席参事

### ダム技術研究所
- 研究第一部
- 研究第二部
- 首席研究員

## 関連事項
- 都道府県営ダム（ただし、農業ダムを除く）
- 河川総合開発事業